# Inmigración mexicana en Cuba
La inmigración mexicana en Cuba es un proceso histórico que se desarrolla desde el país continental hasta la isla caribeña. Cuba es un país limítrofe donde también residen mexicanos, la embajada de México registró 2.752 ciudadanos en el año 2010, pero se estiman aproximadamente 4.000 ciudadanos mexicanos que cruzan hacia el vecino país para realizar actividades educativas, comerciales, industriales y turistícas. La comunidad mexicana se ha establecido principalmente en la ciudad de La Habana y es considerada la mayor comunidad latinoamericana en la isla.
Un sinnúmero de yucatecos, campechanos, quintanarroenses, veracruzanos, capitalinos, jaliscienses y tamaulipecos comparten lazos de familiaridad con los cubanos a raíz de la guerra de castas y el comercio industrial de porfiriato que orilló a muchos mexicanos a la migración hacia la vecina isla. Las nuevas aperturas del gobierno cubano en cuestión de residencia para extranjeros en 2011, ha permitido que muchos mexicanos decidan radicar en la isla de Cuba, lo cual ha incrementado el número de ciudadanos en décadas anteriores.

## Historia
Los indígenas mayas se separaban subrepticiamente de su trabajo quedaban en condición de fugitivos perseguibles por la autoridad local. Por otro lado, eran hereditarias las deudas, de manera que los hijos debían pagar lo que el padre no hubiera podido cubrirle al patrón, perpetuándose la dependencia de la familia y llegándose al extremo de que para saldar una deuda, al hacendado le era permitido comerciar con sus trabajadores, vendiéndolos en el mercado de esclavos de Cuba.
Así, familias indígenas enteras eran trasladadas en cadenas humanas desde la península a la isla caribeña. En esas condiciones vivían y sufrían muchos indígenas mayas del Yucatán de mediados del siglo XIX. La mayoría fueron traídos hacia La Habana pero otros fueron llevados para Cuba como agricultores del henequén, la caña y los forrajes en las provincias de Pinar del Río, Matanzas y Camagüey.

## Comunidades mexicanas

### Yucatecos
Los yucatecos son la comunidad más numerosa de mexicanos en suelo cubano, están distribuidos en La Habana, Pinar del Río y Matanzas. Esta comunidad arribó de México desde el periodo colonial español, la esclavitud llevó a la isla a los mayas trabajar las fincas azucareras de los españoles, así como también la Guerra de Castas en el siglo XIX. Se redujo la migración yucateca en el siglo XX.

## Estadísticas
| Año del censo | Residentes mexicanos |
| ------------- | -------------------- |
| 2000          | 520                  |
| 2005          | 826                  |
| 2010          | 2,752                |